# Северна експедиција
Северна експедиција је била војна кампања коју је покренула Национална револуционарна армија (НРА) Куоминтанга (КМТ) против владе Бејанга и других регионалних господара рата 1926. године. Сврха кампање је била поновно уједињење Кине, која је касније постала фрагментована након Синхајске револуције 1911. године. Експедицију је предводио генералисимус Чанг Кај Шек, а подељена је у две фазе. Прва фаза се завршила политичким расколом 1927. између две фракције КМТ-а: десничарске фракције Нанкинга, коју је предводио Чанг, и лево оријентисане фракције у Вухану, коју је предводио Ванг Ђингвеј. Подела је делимично била мотивисана Чанговим Шангајским масакром комуниста унутар КМТ, који је означио крај Првог уједињеног фронта. У настојању да поправи овај раскол, Чанг Кај Шек је напустио место команданта НРА августа 1927. и отишао у егзил у Јапан.
Друга фаза експедиције почела је јануара 1928, када је Чанг поново преузео команду. До априла 1928. националистичке снаге су напредовале до Жуте реке. Уз помоћ савезничких вођа рата, укључујући Јан Сјишана и Фенг Јукјанга, националистичке снаге су обезбедиле низ одлучујућих победа против Бејанг армије. Док су се приближавали Пекингу, Џанг Цуолин, вођа манџуријске Фенгцјен клике, био је приморан да побегне, а убрзо након тога су га убили Јапанци. Његов син Џанг Сјуељанг преузео је дужност вође Фенгтијанове клике и децембра 1928. објавио да ће Манџурија прихватити ауторитет националистичке владе у Нанкингу. Са последњим делом Кине под контролом КМТ-а, Северна експедиција је успешно завршена и Кина је поново уједињена, најављујући почетак Нанкиншке декаде.